# Visão cega
Denomina-se visão cega a capacidade de reconhecer objetos em um ambiente mesmo sem ter ciência de que consegue vê-las.

## Características
Este efeito ocorre em cegueiras corticais, onde o cérebro ainda consegue processar informações que os olhos intactos recebem. O cego é capaz, após treinamento, de reconhecer cores e expressões faciais.

## Estudos científicos
A publicação científica Current Biology, publicou um estudo da Universidade de Harvard, nos Estados Unidos, onde um rapaz cego passava por um labirinto com obstáculos sem ajuda de bengalas ou outros acessórios. O rapaz, denominado de TN, ficou cego após uma série de derrames.